# Ультраамериканцы
«Ультраамерика́нцы» (англ. American Ultra) — американский комедийный боевик режиссёра Нимы Нуризаде по сценарию  Макса Лэндиса. В главных ролях: Джесси Айзенберг и Кристен Стюарт. Премьера в США состоялась 21 августа 2015 года, в России — 27 августа 2015.

## Сюжет
Майк — незадачливый потребитель марихуаны, живущий в маленьком городке со своей девушкой Фиби. Внезапно его жизнь переворачивается с ног на голову: оказывается, что Майк — хорошо обученный спящий агент. Его прошлое возвращается, чтобы преследовать его. Майк оказывается в центре смертельной правительственной операции и, чтобы выжить, вынужден вызвать своего внутреннего героя.
В фильме присутствует реальная подоснова в виде проводимой американскими спецслужбами программы «МК-Ультра».

## В ролях
| Актёр            | Роль                |
| ---------------- | ------------------- |
| Джесси Айзенберг | Майк Хауэлл         |
| Кристен Стюарт   | Фиби Селберг-Ларсон |
| Конни Бриттон    | Виктория Лассетер   |
| Тофер Грейс      | Эдриан Йейтс        |
| Уолтон Гоггинс   | Хохмач              |
| Джон Легуизамо   | Роуз                |
| Билл Пуллман     | Реймонд Крюгер      |
| Тони Хейл        | агент Пити Дуглас   |
| Нэш Эдгертон     | Бидл                |
| Лавелл Кроуфорд  | Большой Гарольд     |
| Моник Гэндертон  | Крейн               |
| Майкл Пападжон   | Отис                |

## Создание
Съёмки начались 14 апреля 2014 в районе Нового Орлеана и закончились в середине июня. Специально для этой роли Кристен Стюарт покрасила волосы в красный цвет.

## Отзывы
Фильм получил смешанные отзывы кинокритиков. На сайте Rotten Tomatoes его рейтинг составляет 44 % на основе 141 рецензии со средним баллом 5,4 из 10. На Metacritic — 50 баллов из 100.
Зрители восприняли фильм положительно — на IMDb рейтинг составляет 6,4 балла из 10. CinemaScore — фирма, занимающаяся исследованием рынка, — проводила опрос зрителей на выходе из кинотеатра в течение открывающего уик-энда. Так, средняя оценка кинозрителей была «четыре с минусом» по пятибалльной шкале.